# فينتشنزو مارينو
فينتشنزو مارينو (بالإيطالية: Vincenzo Marino)‏ (29 سبتمبر 1949 إيطاليا - ) هو لاعب كرة قدم إيطالي، يلعب كمهاجم، لعب 80 مباراة وسجل 14 هدف.

## مسيرته

### مسيرته مع الأندية
- 1968 - 1969 لعب مع Società Sportiva Signa 1914  [لغات أخرى]‏ 12 مباراة سجل خلالها هدفين.
- 1972 - 1974 لعب مع نادي بريشيا 47 مباراة سجل خلالها 9 أهداف.
- 1974 - 1975 لعب مع Brindisi FC [الإنجليزية]‏ 21 مباراة سجل خلالها 3 أهداف.